# Аликино
Аликино — деревня в составе Карагайского района в Пермском крае.

## Географическое положение
Деревня расположена в центральной части района на расстоянии менее 5 километров на запад-северо-запад от села Козьмодемьянск.

## Климат
Климат умеренно континентальный с продолжительной снежной зимой и коротким, умеренно тёплым летом. Средняя температура июля составляет +17,6 °C, января −15,7 °C. Безморозный период длится 100—130 дней. Период с температурой воздуха выше 10 °C составляет 115 дней. Среднее годовое количество осадков составляет 430—450 мм. Устойчивый снежный покров ложится в среднем с 10 октября до 5 ноября, реже 22 ноября. Наибольшая за зиму высота снежного покрова в отдельные годы может существенно разниться, при средних значениях (к 20 марта) 50 см в малоснежные и 75-80 см в многоснежные зимы.

## История
Известна с 1857 как деревня Шолыгина и Аликина. Альтернативное название Хазова. Основана выходцами из деревни Солодяна. Деревня до 2018 года входила в состав Козьмодемьянского сельского поселения Карагайского района, до 2021 года входит в состав Карагайского сельского поселения. Предполагается, что после упразднения обоих муниципальных образований войдет в состав Карагайского муниципального округа.

## Население
Постоянное население составляло 2 человека в 2002 году (50 % русские, 50 % удмурты), 1 человек в 2010 году.